# Droit canonique
Le droit canonique ou droit canon (du grec ancien : κανών, kanon, « un mètre mesureur droit, une règle ») est un ensemble d'ordonnances et de règlements pris par l'autorité ecclésiastique (l'autorité dirigeante de l'Église catholique, des Églises orthodoxes et orthodoxes orientales ou des Églises anglicanes) concernant le gouvernement d'une organisation ou d'une église chrétienne catholique ou orthodoxe et de ses membres. Il s'agit de la loi ecclésiastique interne, ou politique opérationnelle, régissant l'Église catholique (à la fois l'Église latine et les Églises catholiques orientales), les Églises orthodoxes et orthodoxes orientales, et les Églises nationales individuelles au sein de la Communion anglicane.
La manière dont une telle loi ecclésiale est légiférée, interprétée et parfois jugée varie considérablement entre ces quatre communions d'Églises. Dans ces trois traditions, un canon (en) était à l'origine une règle adoptée par un concile d'Église ; ces canons ont formé le fondement du droit canonique.
Le terme vient du grec κανών / kanôn, la règle, le modèle. Le terme a rapidement pris une connotation ecclésiastique en désignant au IVe siècle les ordonnances des conciles, par opposition au mot νόμος / nómos (la coutume, la loi) utilisé surtout pour les lois des autorités civiles. Du fait de cet usage, le terme canoniste renvoie ordinairement à un expert de ce droit interne de l'Église, tandis qu'un juriste peut être expert de droit religieux ou ecclésiastique s'il connaît le droit de son pays touchant aux diverses religions.
Dans l'Église catholique, le droit canonique (Jus canonicum en latin) est l'ensemble des lois et des règlements adoptés ou acceptés par les autorités catholiques pour le gouvernement de l'Église et de ses fidèles.

## Histoire

### En Occident
Les canonistes du Moyen Âge, par un considérable travail de compilation des sources (ordonnances des conciles, décrets des papes, etc.) parviendront progressivement à l'unifier. Le premier d'entre eux, à la fin du IVe siècle, est le moine Denys le Petit, auteur des Dionysiana. Ensuite au IXe siècle apparaîtront les Capitulaires de Saint Enguerrand de Metz (capitula Angilramni), les Faux capitulaires de Benoît de Mayenne et les Fausses décrétales du Pseudo-Isidore de Séville. Lors de la Réforme grégorienne apparaîtront aussi d'autres collections comme le Decretum de Burchard de Worms, ainsi que le fondamental Dictatus papæ de Grégoire VII, définissant, selon le point de vue du pape, la relation entre les pouvoirs temporels et le Saint-Siège. Yves de Chartres a également une importance primordiale grâce à son encyclopédie méthodique, la Panormia. Les collections canoniques se multiplient aux XIe et XIIe siècles.
Jusqu'au XIe siècle pourtant, le droit canonique est traité sur un mode avant tout littéraire, sur le mode de la compilation plus que du traité raisonné. Au même moment à l'université de Bologne, le droit civil est en train de devenir rationnel. C'est alors que, vers 1140, Gratien publie sa Concordia discordantium canonum (« Concorde des canons discordants »), un traité méthodique du droit, connu sous le nom de Décret de Gratien, qui servira jusqu'en 1917. Le Décret de Gratien n'est pas pensé comme un texte normatif à portée universelle : il s'agit d'un manuel à l'usage des juristes de l’Église catholique, réalisé selon les principes de la scolastique et compilant de manière ordonnée des textes « de référence », éventuellement contradictoires, Gratien formulant ponctuellement des synthèses sous forme de dicta. Quoique connu sous ce nom de Décret de Gratien, le texte a plusieurs rédacteurs, à partir d'une première recension qui serait l'œuvre de cet auteur, complétée et amendée dans les décennies suivantes.
En 1234, le pape Grégoire IX publie les Décrétales qui portent son nom, recueil rédigé par saint Raymond de Peñafort, composé de cinq livres regroupant 185 titres. Venant après le Décret, il sera appelé le Liber Extra (X en abrégé). En 1298, le pape Boniface VIII publie un nouveau recueil, faisant suite aux cinq livres des Décrétales : le Sexte (« sixième livre », qui en fait est lui aussi composé de cinq livres).
En 1317, Jean XXII publie les Clémentines, recueil dressé sur l'ordre du pape Clément V. Viendront ensuite, de par leur insertion au CIC par l'imprimeur et professeur parisien Jean Chapuis en 1500 et 1503, les Extravagantes de Jean XXII et les Extravagantes communes, décrétales de plusieurs papes. Chaque recueil de décrétales reprend le plan de celui de Grégoire IX en 5 livres ou parties, plan qu'adoptent également leurs commentateurs, les décrétalistes. Le recueil le plus commenté reste le Liber extra (notamment les commentaires de Bernard de Parme, Jean le Teutonique, Innocent IV, Henri de Suse dit l'Hostiensis). Les Décrétales, qui sont des lettres des papes répondant à un problème concret qui leur a été posé, sont à rapprocher de la jurisprudence ; l'intégration d'une lettre pontificale à un recueil officiel de Décrétales lui donne force de loi.
Une vague de systématisation a lieu au XVIe siècle sous l'impulsion du pape Grégoire XIII. Durant le concile de Trente, Pie IV crée une commission, les correctores romani (correcteurs romains) pour réviser le Décret de Gratien. Sous Grégoire XIII, leur nombre est augmenté et finalement, en 1582 est promulgué le Corpus juris canonici.
En 1917 prend place une réforme du code de droit canonique afin de créer un code de croit canon codifié et unifié pour l'Église latine : le Code de droit canonique de 1917. Par après, ce code de droit canon sera révisé afin d'en produire un autre en 1983.

## Codes de droit canon catholiques

### Code de droit canoniquede 1917
L'ère du droit canonique contemporain, s'ouvre, sous l'impulsion des Pères du concile Vatican I, lorsqu'en 1904 Pietro Gasparri (futur cardinal secrétaire d'État) est nommé à la tête de la commission de codification. Encore une fois, les canonistes s'inspirent des avancées réalisées par le droit civil, en l'espèce le Code Napoléon. En 1912, le premier livre du code, qui en comportera cinq, est envoyé aux évêques du monde entier. Le 27 mai 1917, finalement, le pape Benoît XV promulgue le nouveau Code de droit canonique par la constitution apostolique Providentissima mater.

### Code de droit canoniquede 1983
À l'heure actuelle, le Code faisant autorité dans l'Église latine est celui de 1983. Il a été promulgué par Jean-Paul II le 25 janvier 1983 et tient compte des profonds changements apportés par le concile Vatican II. Les Églises catholiques orientales sont soumises, elles, au Code des canons des Églises orientales (1990).

### Code des canons des Églises orientalesde 1990
Différentes Églises catholiques orientales ont, avec l'approbation de la papauté, adopté des textes reprenant leur droit propre.
En 1929, Pie XI crée une commission cardinalice pour la codification de l'ensemble du droit auxquelles ces Églises orientales sont soumises. En 1948, la commission aboutit à un premier projet, dont certaines parties sont promulguées entre 1947 et 1954. Toutefois, le travail est suspendu pendant le concile Vatican II. À l'issue du concile, Paul VI décide de constituer une commission pour la révision du code oriental. En 1989, cette dernière propose à Jean-Paul II la rédaction définitive.
Le Code des canons des Églises orientales (en latin, Codex canonum Ecclesiarum orientalium, abréviation CCEO en français comme en latin) est promulgué le 18 octobre 1990 par la constitution apostolique Sacri canones. Il est entré en vigueur le 1er octobre 1991.

## Quelques canonistes contemporains français et belges célèbres
- Jean-Paul Durand O.P., doyen honoraire de la Faculté de droit canonique de l'Institut catholique de Paris ;
- Philippe Greiner, doyen honoraire de la Faculté de droit canonique de l'Institut catholique de Paris ;
- Dominique Le Tourneau, économiste et canoniste, juge ecclésiastique à l'Officialité de Lille, professeur au Studium de droit canonique de l'archevêché de Lyon, auteur de près de 80 articles scientifiques, et d'un Manuel de droit canonique[9] ;
- Jean-Pierre Schouppe, prêtre, professeur à la faculté de droit canonique de l'Université pontificale de la Sainte-Croix de Rome, nommé Consulteur du Conseil pontifical pour les textes législatifs le 21 avril 2011[10] ;
- Rik Torfs, recteur de la Katholieke Universiteit Leuven ;
- Patrick Valdrini, coauteur du Précis Dalloz, doyen honoraire de la Faculté de Droit canonique de Paris et Recteur émérite de l'Institut catholique de Paris, Professeur à l'Université Pontificale du Latran.
- Alphonse Borras, ancien vicaire général du diocèse de Liège, professeur émérite à l'Université catholique de Louvain.